# Villette-de-Vienne
 Villette-de-Vienne  es una población y comuna francesa, en la región de Ródano-Alpes, departamento de Isère, en el distrito de Vienne y cantón de Vienne-Nord.

## Demografía
| 391 | 445 | 614 | 948 | 1087 | 1173 |
| Para los censos de 1962 a 1999 la población legal corresponde a la población sin duplicidades (Fuente: INSEE [Consultar]) |     |     |     |      |      |